# Mangoo
Mattias Brånn (født 29. november 1983) bedre kendt under sit kunstnernavn Mangoo (tidligere DJ Mangoo), er en svensk disc jockey, pladeproducer og sangskriver, der stammer fra Uppsala. Han producerer primært indenfor den elektronisk genre - herunder stilene dance, house og trance musik. Mangoo fik sit internationale gennembrud i år 2000 med albummet Eurodancer. Mattias var lige fyldt 16 år, da han i år 2000 udgav det instrumentale eurodance/trance nummer - 'Eurodancer'. Eurodancer var en øjeblikkelig viral succes og nåede - uden støtte fra pladeselskab eller promotion - første position på mp3.com (datidens Spotify). Som følge af denne succes og Mattias' sangskriver talent blev han hurtigt tilbudt job af Italienske pladeselskaber. Han brugte herefter omkring et årti i Italien, hvor han skrev og producerede musik for italienske superstjerner.
17. august 2019 annoncerede Mattias via sin nyoprettede YouTube kanal sit comeback. Han vil fremover udgive under navnet Mangoo. Første single 'Play' blev udgivet 30 August. Nummeret er en nyfortolkning af 'Eurodancer' - et skandinavisk samarbejde med den højtprofilerede norske producer og DJ Alan Walker samt hans landsmænd Kenneth Nilsen (K-391) og Martin Tungevaag.
Navnet “Mangoo” er inspireret af kunstnere, som Mattias lyttede til da han var teenager. Musikere der benytter dobbelt o i deres kunstnernavn, såsom Sc”oo”ter og antil ”oo”p.

## Album/LP'er
- Musica (2007)
- Eurodancer (2009)
- Inside You (2009)
- The Red Album

## Digitale singler
- 2009 - Eurodancer (Oprindelig fra år 2000)
- 2009 - Indside You (Oprindelig fra år 2000)
- 2010 - I'm Back
- 2010 - Fanta & Rosé (feat. Deadline)
- 2011 - Snabbaste Låten
- 2015 - Smoke City (feat. Tony Koma)
- 2018 - Madmix 2018 (Norwegian Russ)
- 2019 - Play (med Alan Walker, K-391 og Martin Tungevaag)
- 2020 - Maze (med Mike Perry feat. Wanja Janeva)
- 2021 - Time of My Life (med Faustix og Father Viiola)